# ألف باكن
ألف باكن هو سياسي نرويجي، ولد في 27 يونيو 1962. نشط حزبياً في حزب التقدم. وقد انتخب نائب عضو برلمان النرويج ‏ عن دائرة فستفولد ‏ وقد انضم خلال فترته النيابية ‏ (1989 – 1993) للكتلة البرلمانية حزب التقدم.